# 1433 год в науке
В 1433 году произошли различные научные и технологические события, некоторые из которых представлены ниже.

## Родились
- 19 октября — Марсилио Фичино, итальянский философ, гуманист, астролог, основатель и глава флорентийской Платоновской академии.
- Феличе Феличиано — учёный, антиквар, типограф, алхимик.